# Koleč
Koleč är en ort i Tjeckien.   Den ligger i regionen Mellersta Böhmen, i den centrala delen av landet, 19 km nordväst om huvudstaden Prag. Koleč ligger 253 meter över havet och antalet invånare är 560.
Terrängen runt Koleč är lite kuperad. Runt Koleč är det ganska tätbefolkat, med 80 invånare per kvadratkilometer. Närmaste större samhälle är Prag, 18,6 km sydost om Koleč. Trakten runt Koleč består till största delen av jordbruksmark.